# Мауро Вільяно
Мауро Вільяно (ісп. Mauro Vigliano, нар. 5 серпня 1975) — аргентинський футбольний арбітр. Має статус арбітра ФІФА з 2013 року.

## Кар'єра
З 2010 року почав обслуговувати матчі вищого дивізіону країни, а з 2013 року судив також матчі у Кубку Лібертадорес та матч між Еквадором і Перу у відборі на чемпіонат світу 2018 року.
У квітні 2018 року він був обраний в якості одного з тринадцяти відеоасистентів арбітрів, що візьмуть участь у обслуговуванні матчів чемпіонату світу 2018 року. На турнірі у матчі між Францією та Австралією 16 червня, Андрес Кунья, головний арбітр матчу, використав систему відеоасистента щоб призначити пенальті, яке забив Антуан Грізманн і приніс перемогу своїй команді. Це був історичний перший пенальті, призначений після консультації з VAR на матчі чемпіонату світу.